# Opificio delle acque
L'Opificio delle Acque è un centro didattico di Bologna, ospitato all'interno di un edificio storico detto Opificio della Grada ed appartenente al sistema dei Canali di Bologna.

## Storia
Già nel 1580 è segnalata la concessione per la costruzione di un edifizio idraulico nei pressi della grata che consentiva l'ingresso dentro le mura del Canale di Reno. La grata è ancora oggi visibile nei pressi dell'attuale Viale Giovanni Vicini.

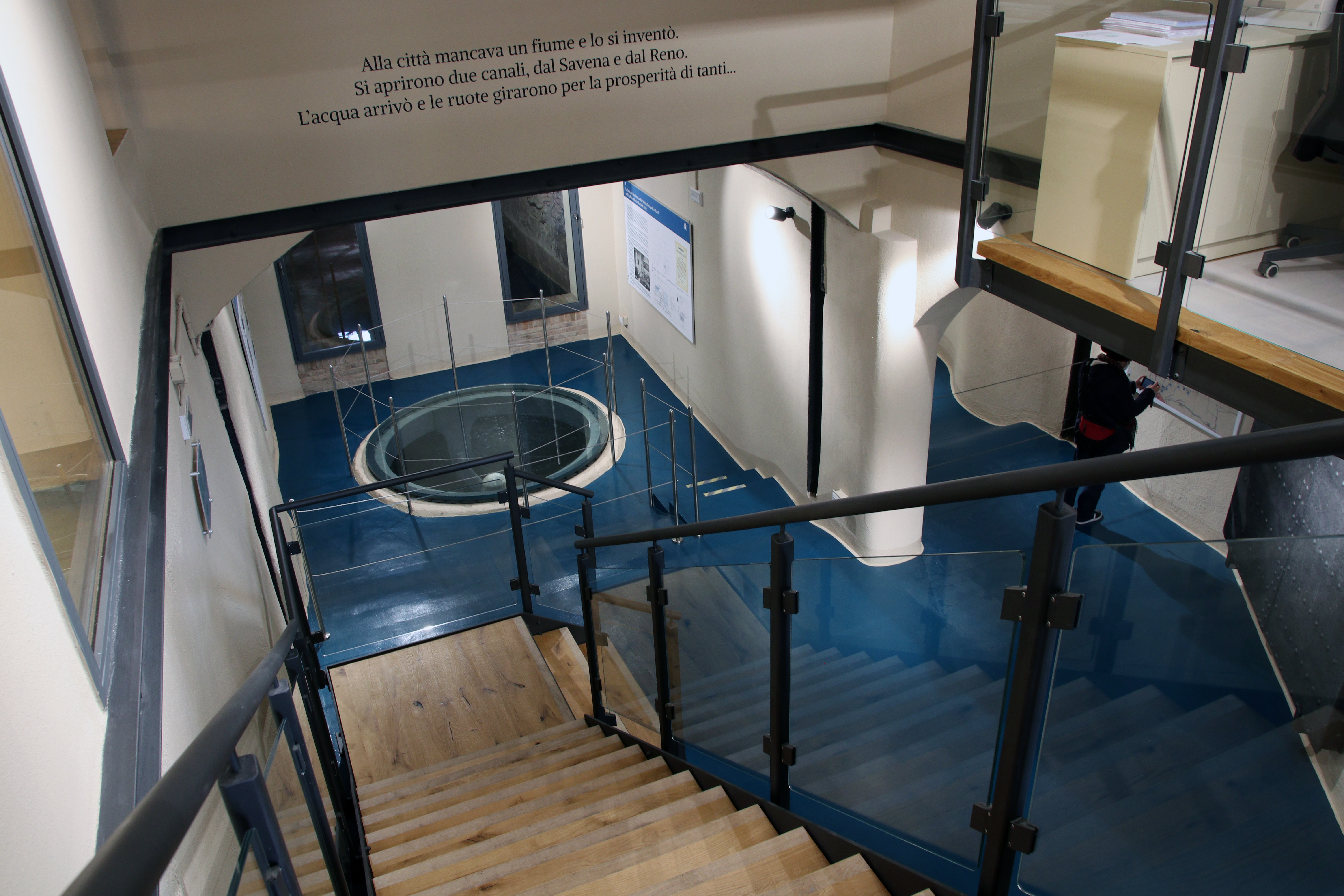
Interno

La volta che copriva un breve tratto di canale è visibile nella Pianta Prospettica di Bologna dipinta in Vaticano nel 1575 su commissione di Papa Gregorio XII nella cosiddetta Sala Bologna. Nel 1681 prende forma l'edificio attuale, in seguito alla richiesta di Giovanni Battista Mengarelli all'Assunteria dei Magistrati e all'Arte dei Pellacani di costruire una conceria (detta appunto pellacaneria) per
L'edificio venne realizzato tra il 1681 e il 1683 e oltre ad ospitare la bottega del Mengarelli aveva la funzione di regolare e suddividere il corso delle acque tra i vari canali e le varie attività che utilizzano il sistema dei canali di Bologna. In seguito al fallimento del Mengarelli l'edificio divenne proprietà del Cardinale Pompeo Aldrovandi e quindi del Capitolo di San Petronio nel 1775.
Nel 1899 l'Ospedale Rizzoli chiese il diritto allo sfruttamento dell'energia idraulica per alimentare la prima sala a Raggi X allestita all'interno del nosocomio. L'utilizzo come centrale idroelettrica cessò nel 1926.
L'edificio è stato in seguito utilizzato oltre che come conceria anche come mulino da grano, pila da riso e perfino come centrale idroelettrica.
Dal 2018, in seguito ad un restaturo, l'edificio è sede del Centro didattico e documentale Opificio delle Acque, che funge anche da spazio espositivo.